# Platyrrhacus balsapuertus
Platyrrhacus balsapuertus är en mångfotingart som beskrevs av Chamberlin 1941. Platyrrhacus balsapuertus ingår i släktet Platyrrhacus och familjen Platyrhacidae. Inga underarter finns listade i Catalogue of Life.